# Broome
Broome je město v Austrálii. Leží v regionu Kimberley v severní části státu Západní Austrálie. Město má přibližně 15 tisíc obyvatel.
Město se nachází na pobřeží Indického oceánu. Podnebí je semiaridní, teplotní rekord je 44,8 °C.
Původními obyvateli byli Austrálci z kmene Yawuru. Město založil v roce 1883 John Forrest a pojmenoval je podle guvernéra Západní Austrálie Fredericka Broomeho. Hlavním hospodářským odvětvím byl sběr přírodních perel, okolo roku 1910 bylo Broome největším producentem perel na světě. 3. března 1942 bylo Broome bombardováno japonským letectvem.
Pobřeží zálivu Roebuck Bay je významnou zastávkou migrujícího vodního ptactva a byla zde zřízena ptačí observatoř. Žije zde také velká kolonie kaloňů a v okolním moři se loví plachetníci. Na nedalekém mysu Gantheaume Point byly nalezeny stopy dinosaurů. Rekreační oblastí je Cable Beach s nudistickou pláží, v turistické sezóně počet obyvatel Broome vzroste až na třicet tisíc. Sun Picture Gardens z roku 1916 je nejstarším letním kinem na světě. Broome má mezinárodní letiště.
Turistickou atrakcí je přírodní jev zvaný „schody k Měsíci“, kdy odraz úplňku v pobřežním bahně vytváří iluzi schodiště.
V roce 1981 uzavřelo Broome partnerství s japonským městem Tajdži, které má také tradici lovu perel. Tato spolupráce je kritizována kvůli brutálnímu lovu delfínů v Tajdži.